# Concèze
 Concèze  (en occitano Concèsac) es una comuna y población de Francia, en la región de Lemosín, departamento de Corrèze, en el distrito de Brive-la-Gaillarde y cantón de Juillac.
Su población en el censo de 2008 era de 411 habitantes.
Está integrada en la Communauté de communes du Pays de Pompadour.
Hay un gran Festival de Poesía en Concèze.

## Demografía
| 364 | 418 | 403 | 369 | 362 | 402 | 411 |
| Para los censos de 1962 a 1999 la población legal corresponde a la población sin duplicidades (Fuente: INSEE [Consultar]) |     |     |     |     |     |     |